# Silva Editorial
Silva Editorial és la marca creada per l'empresa Nou Silva Equips per a productes bibliogràfics i audiovisuals. Es va constituir a Catalunya l'any 2000 amb Manuel Rivera, Agustí Gutiérrez i Ana Santos. La seva seu central està ubicada a Tarragona, tot i que també compta amb una delegació a Madrid. El 2019 va arribar als 450 títols des de la seva fundació.
Durant la seva trajectòria ha rebut diversos premis i reconeixements:
- Premis de ràdio: RAC (2000) al programa Dunes de Constantí Ràdio, emissora fundada per Manuel Rivera i Diputació de Barcelona (2001)
- Premi Patronat de Turisme de la Costa Daurada (2002)
- Millor empresa innovadora (Ajuntament de Tarragona 2003)
- Premi Civisme de la Generalitat de Catalunya (2012)